# Frankie Knuckles
Frankie Warren Knuckles Jr., de son vrai nom Francis Warren Nicholls Jr., né le 18 janvier 1955 dans le quartier du Bronx à New York et mort le 31 mars 2014 à Chicago, est un DJ et producteur musical américain de musique électronique. Il est surnommé le « Parrain de la house », un genre musical à la création duquel il a participé et dont certains le considèrent comme le créateur.

## Biographie
Après des études de styliste, il devient DJ en 1971, fait ses classes au  Gallery avec le DJ Nicky Siano (en), et s'associe dans différents clubs avec Larry Levan. Il poursuit comme DJ au Continental Baths, sorte de « Center Park » voué à l'hédonisme gay. En 1977, Frankie Knuckles s'installe à Chicago où il devient DJ résident du club Warehouse de 1977 à 1982. En 1982 il fonde son propre club, le Power Plant.
Au début des années 1980, alors qu'il est résident du club The Warehouse, il inaugure une nouvelle façon d'utiliser les disques, puisqu'en plus de les enchaîner, il va prendre le parti de les mixer ensemble, utiliser le sampling pour finalement donner naissance à ce qui sera appelé après la « house music » ou « house ». Travaillant en collaboration avec la scène techno de Détroit, c'est une boîte à rythmes TR-909 vendue par Derrick May qui lui permet d'éditer les premiers morceaux de house, des productions au rythme tranchant dans lesquelles n'apparaissent que quelques voix et destinées à satisfaire les danseurs,. Il participe ainsi à l'explosion du mouvement house à Chicago — dont il est considéré comme le promoteur, sinon l'inventeur alors totalement, inédite, — grâce à ses singles Your Love, Baby Wants to Ride, You Got the Love ou encore Angel. Il acquiert à cette occasion le surnom de « Godfather of house ». En 1987, Frankie Knuckles revient à New York et fonde Def Mix Productions avec David Morales. Il loue alors ses services à Michael Jackson, Diana Ross, Inner City ou encore Chaka Khan. En 1991, il signe un contrat avec Virgin et sort son 1er album, Beyond the Mix. Suivent Welcome to the Real World (1995), Mardi Gras (2001), Motivation (2002) et New Reality (2004).
Par ailleurs, de nombreux DJ de Chicago ont participé à l'aventure de la house, comme Marshall Jefferson, Steve « Silk » Hurley, Tony Humphries, Ron Hardy, Larry Heard, Jesse Saunders, Green Velvet ou Vince Lawrence.
En 2004, la ville de Chicago honore le fameux DJ en déclarant le 25 août, « Frankie Knuckles Day » et en renommant une portion de l'avenue Jefferson Street où se situait le club The Warehouse, Frankie Knuckles Way.
Le 31 mars 2014, Knuckles meurt à Chicago à suite de complications liées au diabète,

## Discographie partielle

### Maxis
- You Can't Hide From Yourself (D.J. International Records / CBS Records) 1986
- Only The Strong Survive  (D.J. International Records) 1987
- Your Love, Baby Wants To Ride ; Cold World ; Bad Boys Ultimate Production (Trax Records / D.J. International Records) 1987
- Frankie Knuckles Presents Satoshi Tomiie - Tears (FFRR) 1989
- The Whistle Song (Virgin Records)
- Keep On Movin' (Definity Records)

### Albums
- Beyond The Mix (Virgin Records) - 1991
- A New Reality (Virgin Records) - 2004

### Compilations
- Sessions Six - Mixed by Frankie Knuckles (Ministry Of Sound)
- Choice: A Collection Of Classics (Trax Records)
- House Masters Frankie Knuckles (Defected Records)